# Alfred Hofmann

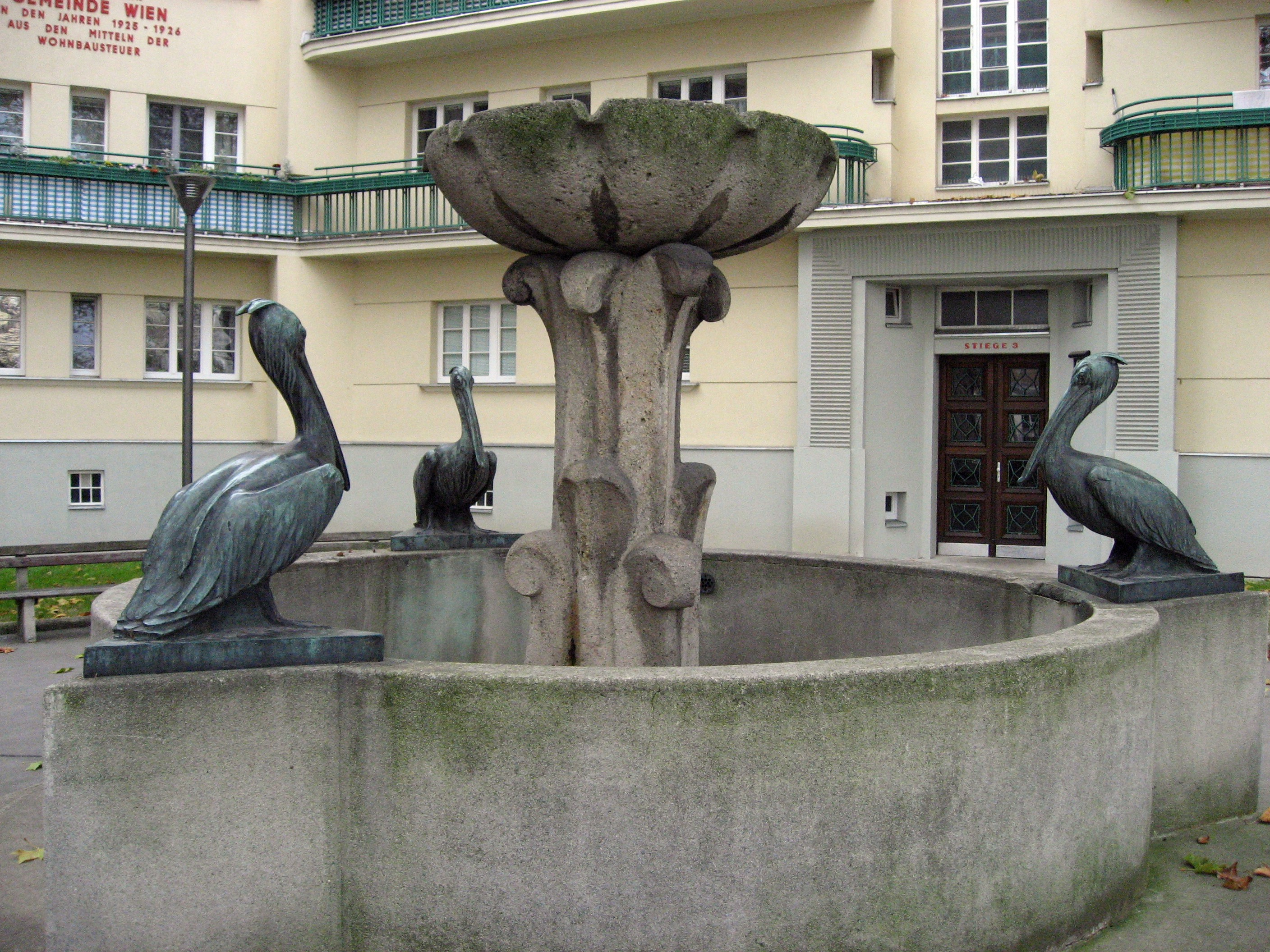
Wien, Pelikanbrunnen von Alfred Hofmann im Widholzhof in Simmering aus dem Jahr 1926

Alfred Hofmann (* 28. November 1879 in Wien; † 1. August 1958 ebenda) war ein österreichischer Bildhauer, Medailleur, Gemmenschneider und Holzschnitzer. 

## Leben
Hofmann studierte in den Jahren von 1895 bis 1904 an der Akademie der bildenden Künste in Wien, seine Lehrer waren die Bildhauer Edmund von Hellmer und Caspar von Zumbusch. 1905/1906 unternahm er eine Studienreise nach Italien. 1906 wurde er mit dem Reichel-Preis ausgezeichnet. Von 1906 bis 1939 war er Mitglied der Wiener Secession und des Wiener Künstlerhauses. Er schuf Bildnisse, Büsten und Statuetten aus verschiedensten Materialien, wie Kunststein, Bronze, Marmor, Kalkstein sowie Muschelkameen von höchster Anmut und andere. Am 3. Oktober 1915 wurde in der gedeckten Reitschule der Rennweger Kaserne eine von Hofmann entworfene und von Angehörigen der k.k. Landwehr-Feldhaubitzendivision Nr. 13 gefertigte „Feldhaubitze in Eisen“ (siehe Kriegsnagelungen) enthüllt.
Das Heeresgeschichtliche Museum, das Kunsthistorische Museum, die Österreichische Galerie Belvedere und das Städtische Museum Breslau besitzen Werke von Alfred Hofmann in ihren Sammlungen.
Alfred Hofmann war Mitglied im Deutschen Künstlerbund. Er wurde am Baumgartner Friedhof bestattet. Das Grab ist bereits aufgelassen.

## Auszeichnungen
Seine Arbeiten wurden mehrfach ausgezeichnet. 1906 erhielt er den Reichel-Preis für seine Plastik Blüte. 1921 und 1924 wurde ihm der Staatspreis für die Statuette Maler Hänisch verliehen.

## Werke
- Denkmalminiatur Artilleriefeldgeschütz, 1914/15, Zinn bronziert, 10 × 12 × 21 cm, Heeresgeschichtliches Museum, Wien.[2]